# Abu Abdallah Jayhani
Abū ʿAbdallāh Muḥammad ibn Aḥmad Jayhānī (persisk: هانی ابو عبدالله محمد بن احمدجی), bedre blot kendt som Abu Abdallah Jayhani (ابو عبدالله جیهانی; også stavet Jaihani), var den iranske vesir af Samanidriget fra 914 til 922. Hans tabte geografiske arbejde, der er bevaret i senere forfatteres bøger, er en vigtig kilde til historien om Asien og Østeuropa i det 9. århundrede. Hans søn og barnebarn fungerede også som vesirer.